# Большая креветка
«Большая креветка» (англ. Really Big Shrimp) — телевизионный спецвыпуск сериала «Дрейк и Джош». Эпизод впервые вышел в эфир 3 августа 2007 года, и на тот момент стал самым рейтинговым для телеканала Nickelodeon, собрав 5,8 миллиона зрителей у экранов. Хотя этот эпизод должен был стать финалом сериала,  его транслировали раньше серий «Вертолёт» и «Танцевальные соревнования», поскольку Nickelodeon показал серии не в порядке их производства.

## Сюжет
На музыкальном шоу в кинотеатре «Премьера» Дрейк Паркер исполняет свою новую песню «Makes Me Happy», которая нравится Алану Криму, вице-президенту компании Spin City Records. Братья прибывают в его офис в Лос-Анджелесе, и компания хочет включить песню Дрейка в рекламу кроссовок Air Puffs от производителя Daka Shoe Company, которая будет транслироваться во время Суперкубка. Тем временем Хелен, начальница Джоша, готовится к замужеству, и, поскольку в её квартире немного места для родственников, её бабушка Лула пеезжает в дом Паркеров-Николсов на неделю. Дрейку и Джошу приходится впустить жить в свою комнату сестру Меган, которая в свою очередь выселилась из своей, чтобы уступить её Луле. Меган сильно меняет комнату братьев, оставляя им место в углу на матрасе. Им это не нравится, но девочка шантажирует их, чтобы они ничего не рассказали родителям. Чтобы сэкономить деньги на предстоящий медовый месяц, Хелен заключает сделку с Крейгом и Эриком, чтобы они снимали её свадьбу на видео.
Хелен повышает бывшую девушку Джоша, Минди Крэншоу, назначая её своим помощником, чего так хотел Джош. Он обвиняет Минди в том, что она постоянно пытается быть лучше него, но девушка отрицает это. Находясь в студии для звукозаписи песни Дрейка, Джош подписывает контракт с Кримом, который не читает, поскольку его внимание привлекают поданные большие креветки. Вскоре Крим представляет братьям, что в итоге вышло из песни, и Дрейку она не нравится, потому что в неё было добавлено слишком много звуковых спецэффектов. Он узнаёт, что Джош подписал контракт, дающий Криму все права на творчество Дрейка, поэтому он имел право делать с песней всё, что хотел. Дрейк увольняет брата с должности своего менеджера.
Пытаясь исправить свою ошибку, Джош подменяет диск с изменённой песней на диск с оригинальной, который забирает представительница Daka Shoe Company для рекламы. Это срабатывает, и оригинальная версия песни играет в ролике на телевидении. Дрейк прощает Джоша, но сразу после этого последнему звонит Крим, который сообщает, что это было незаконно, и Spin City Records подаст иск в суд на братьев.
Безумный Стив, коллега Джоша, беснуется на работе, и парню удаётся успокоить его, спев песню «She'll Be Coming 'Round the Mountain» и предложив пойти выпить молока. Хелен благодарит Джоша за помощь. Затем Минди признаётся Джошу, что она стала работать в кинотеатре, потому что потому что хотела проводить с ним больше времени, сожалея о их расставании в прошлом. После Дрейк и Джош едут в Spin City Records для строгого разговора с Кримом о подмене дисков, но президент компании Ник Маттео говорит, что песня Дрейка стала хитом номер один. Компания получила 30 000 электронных писем и телефонных звонков от фанатов, желающих купить её, а загрузки песни на их сайте даже привели к сбою сервера. Ник говорит, что компания не будет подавать на братьев в суд, и увольняет Крима.
На свадьбе Хелен Крейг по ошибке подключает своё оборудование к неисправной вилке, и происходит пожар. Невеста разочарована испорченным праздником, но Джош убеждает её, что свадьба — это когда два любящих человека собираются вместе в окружении людей, которые любят их. Хелен выходит замуж за своего жениха на парковочной стоянке, а Джош и Минди снова становятся парой. Последняя уволилась с работы, и Хелен наконец предложила Джошу должность помощника менеджера за его годы упорной работы. Затем Дрейк исполняет свою песню, посвящая её молодожёнам, а также Джошу, снова делая его своим менеджером.
После свадьбы Дрейк и Джош возвращаются домой и обнаруживают, что их комната снова в прежнем виде, поскольку бабушка Хелен съехала, и Меган возвращается в свою комнату. Они также видят креветки, которые прислал им Маттео. Меган и её друзья съели все, кроме одной, и братья борются за последнюю.

## В ролях
- Дрейк Белл — Дрейк Паркер
- Джош Пек — Джош Николс, сводный брат Дрейка и Меган
- Миранда Косгроув — Меган Паркер
- Нэнси Салливан — Одри Паркер-Николс, родная мать Дрейка и Меган и жена Уолтера
- Джонатан Гольдштейн — Уолтер Николс, родной отец Джоша и муж Одри
- Эллисон Скаглиотти — Минди Крэншоу, бывшая девушка Джоша, которая снова сходится с ним в конце спецвыпуска
- Джерри Трейнор — Безумный Стив
- Иветт Николь Браун — Хелен, начальница Джоша
- Скотт Хальберштадт — Эрик
- Алек Медлок — Крейг
- Кэти Шим — Лиа, работница «Премьеры»
- Жасмин Макнил — Джени, подруга Меган
- Алисс Сепеда — Молли, ещё одна подруга Меган, которой нравится Джош
- Бренда Вивиан — Коллет, сотрудница Spin City Records
- Джозеф Уилл — Алан Крим, вице-президент Spin City Records
- Джей Бонтатибус — Ник Маттео, генеральный директор Spin City Records

## Отзывы
Лаура Фрайс из Variety в целом положительно отнеслась к «Большой креветке», но отметила, что её раздражала Меган.
На тот момент это стал самый популярный эфир на Nickelodeon, который собрал 5,8 миллиона зрителей у экранов.